# Reburrus aquilonius
Reburrus aquilonius är en tvåvingeart som beskrevs av Daniels 1987. Reburrus aquilonius ingår i släktet Reburrus och familjen rovflugor.
Artens utbredningsområde är Northern Territory, Australien. Inga underarter finns listade i Catalogue of Life.